# Petr Nový
Petr Nový (* 3. června 1962) je bývalý český fotbalista, obránce.

## Fotbalová kariéra
Hrál za TJ Sklo Union Teplice. V lize hrál nastoupil za Teplice v sezóně 1983-1984 ve 3 utkáních.

## Ligová bilance
| Ročník                                     | Zápasy | Góly | Klub                  |
| ------------------------------------------ | ------ | ---- | --------------------- |
| 1. československá fotbalová liga 1983/1984 | 3      | 0    | TJ Sklo Union Teplice |
| Česká národní fotbalová liga 1984/1985     | 4      | 0    | TJ Sklo Union Teplice |
| CELKEM                                     | 7      | 0    |                       |